# 跑馬地的月光
《跑馬地的月光》是2000年上映的香港浪漫愛情電影，由鍾澍佳執導及擔任編劇，並由張智霖及佘詩曼主演。

## 演員
- 張智霖 飾 伍廣榮 Edmond
- 佘詩曼 飾 葉阿媛
- 蔡一智 飾 趙應春
- 江希文 飾 Rachel
- 蘇永康 飾 尹感輝
- 姚樂怡 飾 琳琳
- 李卓穎 飾
- 李蕙敏 飾
- 黃百鳴 飾
- 吳文忻 飾
- 林志豪 飾
- 王合喜 飾 Donald
- 唐文龍 飾 Samson
- 李煒成 飾
- 蕭燕琪 飾
- 張文慈 飾
- 余毅豪 飾
- 謝振邦 飾

## 外部連結
- 香港影庫上《跑馬地的月光》的資料（繁體中文）